# 人權教育
人權教育是在學校和教育機構對人權歷史、學說和法律的教育，也面向公眾推广。

## 人权教育和联合国
聯合國大會宣布它为实现在世界人权宣言所规定权利的中心：
|  | 现在，大会，发布这一世界人权宣言，作为所有人民和所有国家努力实现的共同标准，以期每一个人和社会机构经常铭念本宣言，努力通过教诲和教育促进对权利和自由的尊重，并通过国家的和国际的渐进措施,使这些权利和自由…… |

世界人权宣言的第26.2条中對教育工作者在实现社会秩序的作用所要求的宣言：
|  | 教育的目的在于充分发展人的个性并加强对人权和基本自由的尊重。教育应促进各国、各种族或各宗教集团间的了解、容忍和友谊,并应促进联合国维护和平的各项活动。 |

儿童权利公约第29条要求各国确保儿童能够建立一个尊重自己的文化、文化的语言和价值观、语言和其他价值观的认同。
联合国在1993年的维也纳宣言和行动纲领中重申了人权的重要性，
|  | 世界人权会议重申，依照《世界人权宣言》和《经济、社会、文化权利国际公约》以及其他国际人权文书，各国有义务确保教育的目的是加强对人权和基本自由的尊重。 |

维也纳宣言的結果是1995年至2004年十年被宣布为联合国人权教育十年 。
联合国教育、科学及文化组织有责任促进人权教育，并且是联合国人权教育十年的一个关键组织者 教科文组织努力促进人权教育的办法是：
- 通过其在国家和分区域一级合作发展的项目和方案，发展国家和地方的人权教育能力。
- 拟订学习材料和出版物的翻译并且适应国家和地方語言。
- 宣傳和網絡活動。

随着人权教育十年， 2004年12月10日 ，大会宣布了世界人权教育方案 和正在進行的项目，以在所有部门推动执行人权教育方案：
|  | 在联合国人权教育十年（ 1995-2004年）成就的基础上 ，世界方案旨在促进共同理解的基本原则和方法进行人权教育，提供了一个具体的行动框架，并加强伙伴关系与合作国际一级到基层。 |

## 人权教育组织
像大赦国际和人权教育协会的組織通過其方案方案促进人权教育，相信“学习是对人权尊重、促进和捍卫的第一步”大赦国际對人权教育的定义是“仔细考虑、参与性地實踐做法，目的是让个人、群体和社會，通过促进符合国际公认人权的知识、技能和态度。